# Enrico Solmi
Enrico Solmi (Spilamberto, Província de Módena, 18 de julho de 1956) é um clérigo católico romano italiano e bispo de Parma.

## Biografia
Enrico Solmi frequentou o seminário menor, depois o maior de Módena e completou a formação sacerdotal no instituto interdiocesano de Reggio Emilia. Recebeu o Sacramento da Ordem em 28 de junho de 1980, pelo Arcebispo Bruno Foresti. Enviado a Roma para completar os estudos, obteve o doutorado em Teologia Moral pela Academia Alfonsiana e a especialização em bioética pela Universidade Católica.
Desde 1986, foi professor de teologia moral no estudo teológico interdiocesano de Reggio Emilia e desde 1987 no Instituto de Ciências Religiosas de Módena. Em 1991 recebeu o cargo de Delegado do Arcebispo para a Pastoral Familiar e desde 1996 dirigiu o Centro diocesano de Pastoral Familiar.
Em 2005 foi nomeado Vigário Episcopal de Módena. Foi também vigário paroquial em S. Felice sul Panaro e Santa Rita. Por último, também era Diretor do Departamento Regional de Pastoral Familiar da Emília Romagna.
Em 19 de janeiro de 2008, o Papa Bento XVI o nomeou Bispo de Parma. O Arcebispo de Módena-Nonantola, Benito Cocchi, o consagrou em 9 de março do mesmo ano, na Catedral de Módena; os co-consagradores foram o Arcebispo Emérito de Módena-Nonantola, Santo Bartolomeo Quadri, e o Bispo Emérito de Parma, Silvio Cesare Bonicelli. Tomou posse em 30 de março.

De 2010 a 2015 foi presidente da Comissão Episcopal para a Família e a Vida da Conferência Episcopal Italiana. É membro da Comissão Episcopal para o Serviço da Caridade e da Saúde da CEI e delegado da Conferência Episcopal Regional da Família.